# Mariano Giaquinta
Mariano Giaquinta (Caltagirone, 1947) è un matematico italiano.

## Biografia
Laureatosi in matematica nel 1969 presso l'Università di Pisa, è attualmente professore ordinario di analisi matematica presso la Scuola Normale Superiore di Pisa. Era direttore del "Centro di Ricerca Matematica Ennio De Giorgi" dal 2001 al 2013.

## Attività scientifica
Mariano Giaquinta è noto per i suoi contributi alla teoria della regolarità per soluzioni di sistemi ellittici e minimi di funzionali del calcolo delle variazioni. In questo campo ha ottenuto, in una serie di lavori insieme a Enrico Giusti, Giuseppe Modica e Jindřich Nečas, risultati molto rilevanti per la teoria della regolarità ellittica sia nel caso scalare sia in quello vettoriale, contribuendo in particolare a impostare la teoria classica della regolarità parziale (regolarità delle soluzioni al di fuori di un insieme chiuso di misura nulla) per come è conosciuta oggi. Molti di questi contributi sono riassunti nel trattato del 1983. Si ricordano in particolare i risultati, con Enrico Giusti, sui minimi di funzionali non differenziabili dove la novità consiste nel fatto che la regolarità dei minimi viene stabilita anche in completa assenza dell'equazione di Eulero-Lagrange del funzionale, che risulta appunto non differenziabile. I metodi ivi sviluppati hanno introdotto un nuovo punto di vista sulla regolarità variazionale e hanno avuto grossa risonanza all'epoca (si veda il commento di Jürgen Moser che definisce quello di Giaquinta e Giusti un "beautiful work"). Ancora di particolare rilievo è la versione locale, dimostrata insieme a Giuseppe Modica, dei risultati di maggiore integrabilità originariamente ottenuti da Frederick Gehring per mappe quasiconformi (una generalizzazione naturale e rilevante del classico concetto di mappa conforme che si lega naturalmente alle equazioni ellittiche). Questi risultati hanno permesso di affrontare negli anni seguenti varie questioni di regolarità ellittica nel caso vettoriale ottenendo risultati di regolarità parziale per soluzioni di sistemi ellittici quasilineari generali e minimi di integrali variazionali vettoriali. Più in generale, il concetto di maggiore integrabilità, con quello ad esso legato di disuguaglianza inversa di tipo di Hölder, gioca un ruolo assai importante nelle moderne questioni di analisi non lineare.
Successivamente si è occupato, ancora insieme a Giuseppe Modica e Jiri Souček, di teoria dell'elasticità in ambito variazionale, e di teoria geometrica della misura impostando la teoria delle correnti cartesiane, una generalizzazione del classico concetto di corrente. Ha ottenuto in questo senso vari risultati circa la caratterizzazione omologica dei limiti deboli di successioni di mappe tra varietà riemanniane. Una descrizione dei risultati principali appare in due volumi del 1998.
Giaquinta è anche noto per una serie di trattati, scritti con Stefan Hildebrandt, sugli aspetti classici del calcolo delle variazioni.
Giaquinta appare nella lista ISI dei ricercatori più citati al mondo in matematica.

## Riconoscimenti
Giaquinta ha ottenuto numerosi riconoscimenti. Tra i più significativi si ricordano l'edizione 1978 del premio Bartolozzi,  l'Humboldt research award nel 1990, il premio Tartufari dell'Accademia Nazionale dei Lincei, il Premio Amerio nel 2006. È stato "invited speaker" all'International Congress of Mathematicians nel 1986 ed è membro della German National Academy of Sciences.